# Velvet (ferroviaire)
Velvet est la marque commerciale de l'entreprise ferroviaire française Proxima OpCo, société du groupe Proxima en charge de l'exploitation de services de transport ferroviaire de passagers.

## Historique
Officiellement lancée le 6 juin 2024, Proxima est créée par des professionnels du secteur ferroviaire. Elle est alors sous la direction de l'ancienne directrice de Voyages SNCF, Rachel Picard. Elle a pour ambition de concurrencer SNCF Voyageurs sur la façade atlantique française.
En juin 2024, l'entreprise lève 1 milliard d'euros auprès de la société de capital-investissement Antin Infrastructure Partners, et annonce une commande de matériel roulant à Alstom.
En octobre 2024, le contrat entre Proxima et Alstom est signé : il porte sur la fourniture de 12 rames de trains à grande vitesse Avelia Horizon qui devraient être livrées d'ici 2028,,, et sur la maintenance de ces rames par Alstom, dans un centre de maintenance construit par Lisea à Marcheprime. La valeur totale du contrat est de 850 millions d'euros.
Le 1er juillet 2025, Proxima annonce qu'elle utilisera la marque commerciale Velvet, et présente les images de la première motrice aux couleurs de la compagnie, construite dans les ateliers d'Alstom à Belfort.

## Dessertes assurées
Velvet prévoit l'ouverture d'une liaison entre Paris-Montparnasse et Bordeaux-Saint-Jean en 2028, après avoir reçu ses quatre premières rames, puis d'ouvrir des liaisons entre Paris-Montparnasse, Rennes et entre Paris-Montparnasse, Angers-Saint-Laud, et Nantes, l'année suivante, après avoir reçu la totalité des 12 rames commandées.

## Matériel roulant
Velvet prévoit d'utiliser 12 rames Avelia Horizon fabriquées par Alstom, commandées en octobre 2024. Leur livraison est prévue à raison d'une rame par mois entre 2028 et 2029. 
La maintenance du matériel roulant sera assurée à partir de 2028 par Alstom, pour une durée initiale de 15 ans, dans un centre de maintenance Lisea situé à Marcheprime.